# Ellipteroides (Ellipteroides) thiasodes
Ellipteroides (Ellipteroides) thiasodes is een tweevleugelige uit de familie steltmuggen (Limoniidae). De soort komt voor in het Oriëntaals gebied.